# Khimi Abnen
Khimi Abnen – tunezyjski zapaśnik walczący w stylu klasycznym. Brązowy medalista mistrzostw Afryki w 2007 roku.